# Echthrogaleus mitsukurinae
Echthrogaleus mitsukurinae是一種管口目Pandaridae科的海洋橈腳類動物，寄生於澳洲的歐氏尖吻鮫。